# Mistrzostwa Stanów Zjednoczonych w Skokach Narciarskich 2019
Mistrzostwa Stanów Zjednoczonych w Skokach Narciarskich 2019 – zawody o mistrzostwo Stanów Zjednoczonych w skokach narciarskich, rozegrane w Park City 27 lipca na skoczni normalnej.
Tytuł mistrzowski wśród kobiet wywalczyła Nina Lussi wygrywając z przewagą ponad dwunastu punktów nad będącą na drugim miejscu Anną Hoffmann. Trzecie miejsce w konkursie zajęła Annika Belshaw straciwszy niespełna dwadzieścia punktów do miejsca wyżej. W konkursie wystartowało łącznie jedenaście zawodniczek.
Wśród mężczyzn mistrzostwo wywalczył Kevin Bickner. Na drugim miejscu ze stratą dwóch punktów sklasyfikowany został Kanadyjczyk Mackenzie Boyd-Clowes. Na najniższym stopniu podium stanął Casey Larson z notą o ponad jedenaście punktów gorszą od zwycięzcy. Czwarte miejsce zajął trzeci najlepszy Amerykanin w konkursie – Decker Dean. Do zawodów przystąpiło dwudziestu ośmiu skoczków.

## Wyniki

### Kobiety – HS100 – 27 lipca 2019
| Msc.  | Zawodniczka      | Klub      | I seria | II seria | Punkty |
| ----- | ---------------- | --------- | ------- | -------- | ------ |
| 1.    | Nina Lussi       | NYSEF     | 88,5 m  | 86,5 m   | 210,0  |
| 2.    | Anna Hoffmann    | Blackhawk | 83,5 m  | 85,5 m   | 197,5  |
| 3.    | Annika Belshaw   | SSWSC     | 80,5 m  | 78,0 m   | 176,5  |
| 4.    | Logan Sankey     | SSWSC     | 77,5 m  | 80,5 m   | 175,0  |
| 5.    | Paige Jones      | PCSS      | 83,5 m  | 74,0 m   | 172,5  |
| 6.    | Cara Larson      | PCSS      | 78,5 m  | 79,5 m   | 171,5  |
| 7.    | Adeline Swanson  | St. Paul  | 73,0 m  | 77,5 m   | 150,5  |
| 8.    | Samantha Macuga  | PCSS      | 74,5 m  | 71,0 m   | 146,0  |
| 9.    | Rachael Haerter  | PCSS      | 58,0 m  | 61,0 m   | 84,0   |
| 10.   | Jillian Highfill | PCSS      | 54,0 m  | 53,0 m   | 59,0   |
| . . . |                  |           |         |          |        |

### Mężczyźni – HS100 – 27 lipca 2019
| Msc.  | Zawodnik              | Klub       | I seria | II seria | Punkty |
| ----- | --------------------- | ---------- | ------- | -------- | ------ |
| 1.    | Kevin Bickner         | Norge      | 99,0 m  | 100,0 m  | 266,7  |
| –     | Mackenzie Boyd-Clowes | CAN        | 97,0 m  | 99,5 m   | 264,7  |
| 2.    | Casey Larson          | Norge      | 96,5 m  | 98,5 m   | 255,2  |
| 3.    | Decker Dean           | SSWSC      | 95,5 m  | 94,0 m   | 248,2  |
| 4.    | Patrick Gasienica     | Norge      | 95,5 m  | 88,5 m   | 233,0  |
| 5.    | Andrew Urlaub         | Eau Claire | 92,0 m  | 89,5 m   | 230,7  |
| –     | Matthew Soukup        | CAN        | 88,5 m  | 88,5 m   | 219,7  |
| 6.    | Nathan Mattoon        | Eau Claire | 86,5 m  | 85,5 m   | 205,5  |
| 7.    | Greyson Scharffs      | PCSS       | 85,5 m  | 82,5 m   | 202,2  |
| 8.    | Hunter Gibson         | Norge      | 84,5 m  | 75,5 m   | 181,7  |
| . . . |                       |            |         |          |        |